# Calesia haemorrhoa
Calesia haemorrhoa là một loài bướm đêm trong họ Erebidae.